# کلونیا-هاوس
کلونیا-هاوس (انگلیسی: Colonia-Haus) ساختمان مسکونی ۴۲ طبقه مستقر در شهر کلن، آلمان است، که پروژه ساخت آن در سال ۱۹۷۰ آغاز شد و در سال ۱۹۷۳ به بهره‌برداری رسید.